# سیارک ۲۱۹۳۹
سیارک ۲۱۹۳۹ (به انگلیسی: 21939 Kasmith، نامگذاری:1999VJ89) بیست و یک هزار و نهصد و سی و نهمین سیارک کشف شده‌است که در ۴ نوامبر ۱۹۹۹ کشف شد.
قدر مطلق سیارک برابر ۱۳.۵ است.